# Innocence (음악 그룹)
이노센스(INNOCENCE)는 대한민국의 2인조 팝 록 밴드이다.

## 개요
인디씬에서 활동하던 6인조 록밴드 베르세인이 전신이며 이에 파생된 프로젝트였으나 팀이 중국 활동 견해 차로 공중분해되면서
베르세인 기타리스트 박찬경, 베르세인 키보디스트 김창회, 베르세인 보컬리스트 겸 뮤지컬 배우 유타(U.TA)를 중심으로 결성되었고
대중적인 멜로디컬함을 전면에 내세운 이른바 '로맨틱 록'을 컨셉으로 2015년 6월 일본 도쿄 시부야 Milky Way에서 공식 데뷔 라이브를 가졌다.
록밴드는 물론 라이브 활동 시에는 어쿠스틱 위주의 편곡도 병행하며 부드럽고 팝적인 형태의 음악도 많이 선보였다.
동년 9월 16일 INNOCENCE의 공식 데뷔 싱글 앨범 <HUG>를 발매하였고, 멜론 록 발라드 음원 차트 87위에 랭크되기도 하였다.
첫 싱글 타이틀 곡은 'HUG'로, 이후 편집된 싱글 버전도 공개되었으나 반응은 예상보다 차가웠고 상업적으로 전혀 주목받지 못했다.
대신 커플링 곡 'Memories'가 아무런 홍보가 없었음에도 불구하고 iTunes 일본 차트에서 꽤 크게 주목 받았다.
밴드는 정력적으로 라이브 활동을 전개하였고, 2015년 11월 기자협회에서 주관한 제 2회 한국평화언론대상에서 신인 한류 가수상을 수상했다.
보컬리스트 유타(U.TA)는 2016년 4월 첫 발라드 솔로 싱글 <Call me Now>를 발매하며 솔로 커리어로서의 활동도 시작하였다.
비슷한 시기에 키보디스트 김창회가 팀과 결별하였고, 밴드는 4인조 록밴드로 새롭게 라인업을 재편. 11월 할로윈 데이 라이브를 피로하였다.
현재 INNOCENCE는 무기한 활동 정지에 들어갔고, 이유는 명확하지 않으나 멤버 간의 음악적 이견 차이와 갈등이 있었던 것으로 보인다.
2017년 3월 유타(U.TA)는 일본 인디레이블 mona records와의 협업을 계기로 본격적인 일본 활동을 위해 거점을 도쿄로 옮긴 상태이며
오는 4월 21일 mona records 산하의 라이브 홀에서 솔로 라이브가 예정되어 있다.

## 음반

### 디지털 싱글
- 《HUG》(2015)

## 수상
- 제2회 한국평화언론대상 신인 한류 가수상 (2015년 11월)